# Peter Lysholt Hansen
Peter Lysholt Hansen (født 20. maj 1951 i Nykøbing Falster, død 18. oktober 2018 i Hanoi) var en dansk diplomat, der fra 1. august 2014 var Danmarks ambassadør i Myanmar.

## Historie
Lysholt Hansen var søn af politikeren Ralph Lysholt Hansen, og voksede op i Nykøbing Falster. Han blev uddannet cand.polit. fra Københavns Universitet i 1977, hvorefter han blev ansat som sekretær i Udenrigsministeriet.
I 1998 blev han ambassadør første gang, da han flyttede til Danmarks ambassade i Tanzania, hvor han var indtil 2001. Derefter var han nogle år i ministeriets hovedsæde på Asiatisk Plads, inden han fra 2004 til 2010 var ambassadør i Vietnam. Derfra rykkede han til Sydkoreas hovedstad Seoul, hvor han skulle være ambassadør på Danmarks ambassade. Her var han stærkt indblandet i den såkaldte GGGI-sag.
Den 1. august 2014 flyttede Peter Lysholt Hansen til Myanmar, hvor han skulle være ambassadør på Danmarks nyåbnede ambassade i landet.

## Hæder
- Kommandør af Dannebrog (2010)[6]